# Demokratyczna Liga Autonomii Tajwanu
Demokratyczna Liga Autonomii Tajwanu (chiń. upr. 台湾民主自治同盟; chiń. trad. 台灣民主自治同盟; pinyin Táiwān Mínzhǔ Zìzhì Tóngméng) – jedna z tzw. partii demokratycznych działających w ChRL. Założona w Hongkongu w listopadzie 1947 roku, w odpowiedzi na krwawe stłumienie przez kuomintangowski rząd zamieszek na Tajwanie w lutym 1947. Partia skupia obecnie około 3000 osób pochodzących z Tajwanu.